# Мар'ян Тшебінський
Мар'ян Тшебінський (пол. Marian Trzebiński; 5 січня 1871, село Гонсін (пол. Gąsin), нині Турецького повіту Великопольського воєводства Польщі — 1942) — польський художник. Молодший брат ботаніка Юзефа Тшебінського.

## Біографія
У 1883—1888 роках навчався в гімназії в місті Седльце.
Автор циклу акварельних ведут 1912 року із зображенням пам'яток архітектури Кам'янця-Подільського. Про них мистецтвознавець Наталія Урсу писала: «З ретельністю науковця він зображує архітектурні пам'ятки — від загальної забудови до дрібної бруківки на першому плані. Кожний пейзаж М. Тшебінського наповнений світлом, кожний має яскраві кольорові акценти. Так спалахує не що інше, як любов до світу у всій безмежній його красі».